# Fossar del Sant Crist
|  | No s'ha de confondre amb El Sant Crist del Fossar (l'Estany). |

El Sant Crist és una capella i fossar al cementiri de Montmaneu (Anoia) inclosa a l'Inventari del Patrimoni Arquitectònic de Catalunya. D'una nau, probablement pedra, està adossada al mig de l'estructura del cementiri. L'entrada és un arc apuntat com els que contenen al llarg de tot el cementiri els nínxols. Al davant té una creu de crits que ens recorda les antigues creus de terme.